# Известия высших учебных заведений. Электроника
Известия высших учебных заведений. Электроника (Известия вузов. Электроника) — российский научный журнал. Учреждён в 1995 году Министерством общего и профессионального образования Российской Федерации и Московским институтом электронной техники. Первый номер журнала вышел в свет в октябре 1996 года. Выходит 6 раз в год. Включён в список научных журналов ВАК. Включен в Российский индекс научного цитирования и в Рейтинг Science Index. Включен в Russian Science Citation Index. Ежегодно избранные статьи авторов журнала публикуются в дополнительных номерах журналов Semiconductors (№ 13) и Russian Microelectronics (№ 7), издаваемых на английском языке. С 2017 г. опубликованным в журнале статьям присваивается DOI. Журнал является членом Cross Ref.

## Главный редактор
Главный редактор — Чаплыгин Юрий Александрович (академик РАН, д.т.н., профессор).

## Редакционная коллегия
- Гаврилов Сергей Александрович — зам. главного редактора, д.т.н., профессор, директор Института перспективных материалов и технологий, проректор по научной работе МИЭТ.
- Бахтин Александр Александрович — к.т.н., доцент, заведующий кафедрой телекоммуникационных систем МИЭТ.
- Беневоленский Сергей Борисович — д.т.н., профессор, главный научный сотрудник ФГБНУ «НИИ „Республиканский исследовательский научно-консультационный центр экспертизы“».
- Беспалов Владимир Александрович — чл.-корр. РАН, д.т. н., профессор, ректор НИУ МИЭТ.
- Боргардт Николай Иванович — д. ф.-м.н., профессор, МИЭТ.
- Гаврилов Сергей Витальевич — д.т.н., профессор, директор ИППМ РАН, заведующий кафедрой проектирования и конструирования интегральных микросхем МИЭТ.
- Гагарина Лариса Геннадьевна — д.т. н., профессор, МИЭТ.
- Гапоненко Сергей Васильевич — академик НАН Беларуси, д.ф.-м.н., профессор, директор Белорусского республиканского фонда фундаментальных исследований.
- Горбацевич Александр Алексеевич — академик РАН, д.ф.-м.н., профессор, главный научный сотрудник Физического института имени П. Н. Лебедева РАН, заведующий кафедрой квантовой физики и наноэлектроники МИЭТ.
- Душкин Александр Викторович — д.т. н., доцент, МИЭТ.
- Коноплёв Борис Георгиевич — д.т.н., профессор Южного федерального университета.
- Коркишко Юрий Николаевич — д.ф.-м.н., профессор, генеральный директор НПК «Оптолинк».
- Королёв Михаил Александрович — д.т.н., профессор МИЭТ.
- Красников Геннадий Яковлевич — академик РАН, д.т.н., профессор, АО «НИИМЭ».
- Лабунов Владимир Архипович — академик НАН Беларуси, иностранный член РАН, д.т.н., профессор, главный научный сотрудник Белорусского государственного университета информатики и радиоэлектроники.
- Меликян Вазген Шаваршович — чл.-корр. НАН Армении, профессор, директор учебного департамента ЗАО «Синопсис Армения».
- Неволин Владимир Кириллович — д.ф.-м.н., профессор, руководитель НОЦ «Нанотехнологии в электронике» МИЭТ.
- Неволин Владимир Николаевич — д.ф.-м.н., профессор, МИФИ.
- Переверзев Алексей Леонидович — д.т.н., доцент, директор Института микроприборов и систем управления имени Л. Н. Преснухина, проректор по инновационной деятельности МИЭТ.
- Петросянц Константин Орестович — д.т.н., профессор, заведующий кафедрой электроники и наноэлектроники МИЭМ НИУ ВШЭ.
- Сазонов Андрей Юрьевич — PhD, профессор Университета Ватерлоо (Университета Уотерлу).
- Сауров Александр Николаевич — академик РАН, д.т.н., профессор, директор Института нанотехнологий микроэлектроники РАН, научный руководитель НПК «Технологический центр».
- Светухин Вячеслав Викторович — чл.-корр. РАН, д.физ.-мат. н., профессор, НПК «Технологический центр».
- Селищев Сергей Васильевич — д.ф.-м.н., профессор, директор Института биомедицинских систем МИЭТ.
- Сигов Александр Сергеевич — академик РАН, д.ф.-м.н., профессор, президент МИРЭА (Российский технологический университет).
- Сидоренко Анатолий Сергеевич — академик АН Молдовы, д.ф.-м.н., профессор, Орловский государственный университет им. А. С. Тургенева.
- Телец Виталий Арсеньевич — д.т.н., профессор, директор Института экстремальной прикладной электроники Национального исследовательского ядерного университета «МИФИ».
- Тимошенков Сергей Петрович — д.т.н., профессор, директор Института нано- и микросистемной техники МИЭТ.
- Хорев Анатолий Анатольевич — д.т. н., профессор, МИЭТ.
- Юриш Сергей Юрьевич — к.т.н., IFSA Publishing, S.L.

## Основные разделы
- Фундаментальные исследования
- Материалы электроники
- Технологические процессы и маршруты
- Элементы интегральной электроники
- Схемотехника и проектирование
- Микро- и наносистемная техника
- Интегральные радиоэлектронные устройства
- Биомедицинская электроника
- Информационно-коммуникационные технологии
- Проблемы высшего образования
- Краткие сообщения